# Thomas I Komnenos Doukas
Thomas I Komnenos Doukas, död 1318, var en frankisk monark. Han var despot av despotatet Epirus 1297–1318.